# 銀シャリのオールナイトニッポンシリーズ
『銀シャリのオールナイトニッポンシリーズ』（ぎんシャリのオールナイトニッポンシリーズ）は、銀シャリがパーソナリティを務めるラジオ番組。
ニッポン放送 PODCAST STATION他で配信されている『オールナイトニッポンi 銀シャリのおトぎばなし』、『オールナイトニッポンPODCAST 銀シャリのおトぎばなし』、ニッポン放送にて放送された『銀シャリのオールナイトニッポン』がある。

## 概要
2017年1月4日、『銀シャリのオールナイトニッポン』がAKB48のオールナイトニッポンの代打として初の放送。
2018年1月3日、『銀シャリのオールナイトニッポン』がAKB48のオールナイトニッポンの代打として2度目の放送。
2019年4月9日、『銀シャリのオールナイトニッポン』が星野源のオールナイトニッポンの代打として3度目の放送。
2017年10月3日から2020年12月27日まで、『銀シャリのオールナイトニッポン』の好評を得て、ニッポン放送にて『銀シャリのほくほくマネーラジオ』が放送。この間、銀シャリのオールナイトニッポンシリーズは放送されていない。
2021年3月3日、『オールナイトニッポンi 銀シャリのおトぎばなし』として配信開始。
2021年10月5日、オールナイトニッポンPODCAST枠が新設されたことにより、『オールナイトニッポンPODCAST 銀シャリのおトぎばなし』に改題。
2025年8月6日（5日深夜）、『銀シャリのオールナイトニッポン』が星野源のオールナイトニッポンの代打として4度目の放送
Twitterのハッシュタグは「#銀シャリANNP」、ANNi時代は「#銀シャリANNi」、特番では『#銀シャリANN』。ANNi、ANNP時代のメールアドレスは「otogi@allnightnippon.com」、特番時代のメールアドレスは「owarai@allnightnippon.com」である。

## 出演者

### パーソナリティ
- 銀シャリ（橋本直、鰻和弘）

### ゲスト
- 三四郎（小宮浩信、相田周二）（ep.6、7）[9]